# NK Sloga Gundinci
NK Sloga bila je nogometni klub iz Gundinaca.
Nakon sezone 2009./10., kad je Sloga izborila nastup u 4. HNL - "istok", klub se te godine ugasio, a u međuvremenu je osnovan novi, NK Gundinci, koji se natječe u 1. županijskoj nogometnoj ligi Brodsko-posavske županije - "istok".